# Pancho Villa
José Doroteo Arango Arámbula (født 5. juni 1878, død 20. juli 1923), bedre kendt som Pancho Villa, var en af de ledende generaler under den Mexicanske revolution.
Han blev født i San Juan del Río, men meget mere vides der heller ikke om hans tidlige opvækst. Han levede dog en periode som lovløs, men blev flere gange fanget og dømt for f.eks. hestetyveri. På et tidspunkt mødte han dog politikeren Abraham González, som gav ham undervisning og ændrede den måde, han tænkte på sig selv i forhold til dem, der var ved magten. Fra det tidpunkt betragtede han sig selv som en revolutionær, der kæmpede for folket.
I 1911 hjalp Villa med at besejre den siddende præsident, Porfirio Díaz, til fordel for Francisco I. Madero. Han blev efterfølgende dømt til døden for lydighedsnægtelse, men flygtede dog til USA, hvorfra han igen prøvede at vælte de skiftende regeringer. Det lykkedes dog for Præsident Venustiano Carranza, som var kommet til magten efter indtil flere kup, at bestikke ham til at holde op. Derfor har der også været en del debat om hans ry som folkets helt.
Den 9. marts 1916 ledte Pancho Villa et angreb med 1.500 mexicanere over den amerikanske grænse i protest mod at USA havde anerkendt Venustiano Carranzas regering. Amerikanerne svarede igen ved at sende ca 10.000 soldater efter Villa, Pancho Villa Ekspeditionen. Det lykkedes dog ikke og missionen blev opgivet den 28. januar 1917.
I 1920 endte Pancho Villas tid som revolutionær og han blev myrdet 3 år senere. Han huskes dog stadig som en folkehelt i Mexico.
- Pancho Villa
- Statue af Pancho Villa

- Wikimedia Commons har flere filer relateret til Pancho Villa